# Патрік Гернквіст
Па́трік Ге́рнквіст (швед. Patric Hörnqvist; 1 січня 1987, Соллентуна, Швеція) — шведський хокеїст, нападник.

## Ігрова кар'єра
Гернквіст народився 1 січня 1987 року в Соллентуні, Швеція. Почав грати в хокей у місцевому клубі з Соллентуни «Гіллбу» ІФ, а також грав у хокей у клубі «Сульна» СК. Пізніше Патрік переїхав до клубу «Весбю» ІК, де виступав у юнацькій команді. У 2002 році дебютував в основному складі «Весбю» ІК, в клубі він грав протягом двох сезонів. Головний тренер Чарлз Берглунд в 2004 році переходить працювати асистентом до клубу «Юргорден», слід за ним переходить і Гернквіст. Він грає кілька матчів в сезоні 2004/05 років за команду U20 в елітному дивізіоні. 
У драфті НХЛ 2005 року, був обраний «Нашвілл Предаторс» в сьомому раунді під 230 номером.
Гернквіст дебютував в Елітсерії 26 вересня 2005 року в матчі проти «Тімро» ІК, взагалі за цей сезон Патрік зіграв 47 матчів та набрав 7 очок (5 + 2). Він став новачком року Елітсерії в 2007 році. В травні 2007 року Гернквіст підписав трирічний контракт з «Нашвілл Предаторс», але вирішив залишитися ще на один сезон у «Юргорден». Він відіграв блискучий сезон, в 53 іграх набрав 30 очок (18 + 12), а також взяв участь у своєму першому плей-оф, його «Юргорден» поступився в чвертьфіналі Лінчепінгу 1:4, Патрік в цих матчах зробив одну гольову передачу.
В сезоні 2008/09 років, Гернквіст переїхав до Північної Америки. Перший свій сезон в більшості він провів у фарм-клубі «Мілвокі Едміралс» (Американська хокейна ліга), але свою першу шайбу в НХЛ, нападник закинув 15 жовтня 2008 року в матчі проти «Даллас Старс». За «Нашвілл Предаторс» в першому сезоні відіграв лише 28 матчів та набрав 7 очок (2 + 5). Наступні три сезони Гернквіст провів суто за «Нашвілл Предаторс», провів в регулярному чемпіонаті — 235 матчів, набрав 143 очки (78 + 65), в плей-оф такі показники — 24 матча та вісім очок (3 + 5).
Під час локауту в НХЛ в 2012 році, Гернквіст виступав за «Фрібур-Готтерон» (Національна ліга А), зокрема, брав участь в Кубку Шпенглера.
Після завершення локауту Патрік виступав в скороченому сезоні 2012/13 років у складі «хижаків», по закінченні якого підписав новий п'ятирічний контракт 30 квітня 2013 року.
Патрік разом з Ніком Спалінгом, був проданий 27 червня 2014 року до клубу Піттсбург Пінгвінс в обмін на форварда Джеймса Ніла.
Гернквіст виступає в одній ланці разом із Сідні Кросбі та Крісом Кунітц. Свою першу шайбу у складі «пінгвінів» закинув у першому матчі сезону у ворота Анагайм Дакс.
29 лютого 2016 Гернквіст зробив свій перший хет-трик у кар'єрі в переможному матчі 6:0 проти Аризона Койотс. 13 квітня 2016 року Патрік записав до активу перший хет-трик у плей-оф в переможному матчі 5:2 над  Нью-Йорк Рейнджерс. Того ж сезону він став володарем Кубка Стенлі.
11 червня 2017 Гернквіст закинув шайбу в ворота своєї колишньої команди «Нашвілл Предаторс», а його клуб здобув вдруге поспіль Кубок Стенлі.
27 лютого 2018 Патрік підписав п'ятирічний контракт на суму $26,5 мільйонів доларів США з «пінгвінами». 4 грудня 2018 року Патрік за 2 хвилини та 47 секунд оформив хет-трик в переможній грі 6–3 проти «Колорадо Аваланч».
24 вересня 2020 року швед перейшов до клубу «Флорида Пантерс». 29 червня 2023 оголосив про завершення кар'єри гравця. У 2024 році став втретє володарем Кубка Стенлі, цьог  разу як скаут команди «пантер».

## Досягнення
- Володар Кубка Стенлі — 2016, 2017.
- Чемпіон світу — 2018.